# Китайська поезія періоду Тан
Китайська поезія періоду Тан — поезія VIII–IX століть, яка розвивалась в період існування династії Тан і характеризувалась багатством жанрів, тем, образів. У цей час творили близько двох тисяч поетів, які написали близько 48 900 віршів. Це стало можливо тому, що вміння писати вірші стало обов'язковим імператорським іспитом для охочих стати чиновником. У Танській імперії складали свої вірші прославлені поети Лі Бо (701–762 рр.), який написав близько ЗО томів ліричних творів, Ду Фу (712–770 рр.), Бо Цзюйі (772–846 рр.), який своєю творчістю намагався захистити селянина від несправедливості, поет-художник Ван Вей (701–761) та інші.
Цей період називають «золотим віком» китайської поезії.

## Загальна характеристика
Правління династії Тан тривало майже триста років (618–907). Столицею Танської держави став Чан'ань — місто з мільйонним населенням, де й містилася резиденція імператора. Перші правителі Танської держави дбали про розвиток країни, роздали чимало земель селянам, обмежили владу крупних поміщиків, сприяли активізації торгівлі. Країна отримала відносний спокій. Завдяки цьому, торговельні зв'язки через Великий шовковий шлях зробили Чан'ань найбільшим містом тогочасного світу, де зустрічалися представники багатьох етнічних груп.
Правителі Тан опікувалися розвитком культури. У великі міста приїздили талановиті письменники, художники, архітектори, їх усіляко підтримували можновладці, тому Танська держава розквітла у нових архітектурних ансамблях і здобула світове визнання декоративними виробами, живописними шедеврами, книжками. У 7 столітті в Китаї був винайдений ксилографічний спосіб книгодрукування, який уже в 9 столітті був замінений на друк розбірним шрифтом. Завдяки цьому винаходу друкувалися не лише державні укази та буддистські тексти, а й збірки віршів та новел.

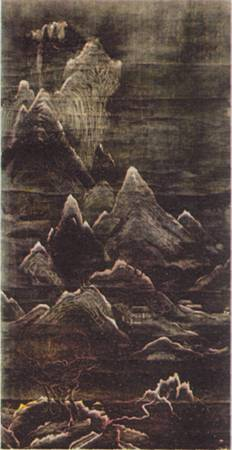
Ван Вей. Гори під снігом (живопис епохи Тан)

У цей час існувала система іспитів для обіймання посад державними чиновниками. Це давало можливість залучати до керівництва країною не тільки людей із вищих верств суспільства, а й здібних землевласників, які походили із середніх і нижчих класів, — найчисленнішого прошарку населення, за рахунок праці якого збагачувалася держава. Щоб обійняти певну посаду, слід було виявити не тільки спеціальні знання, а й обізнаність у царині філософії, поезії, мистецтва та каліграфії. Усе це було пов'язане з уявленнями древніх китайців про духовне призначення людини.
Характерною особливістю китайської поезії того часу є психологічний паралелізм — паралельне зображення природи і почуттів людини. Китайські поети знаходили в природі асоціації своїм душевним станам, водночас природа давала поштовх їхньому натхненню, розвитку думки та ліричних переживань. У добу Середньовіччя в Китаї виникає пейзажна лірика. Природа не тільки годувала людину, а й була її духовним учителем, другом, співбесідником. Сучасний український літературознавець Юрій Султанов зазначає:
|  | «Це поезія весни та осені, і навдивовижу рідко — холодної весни і спекотного літа. І завжди у нерозривній єдності з людиною, яка знає ціну миттєвості людського життя…». |

 За часів Тан поезія вирізнялась певною демократизацією на відміну від попередньої епохи, де лірика відзначалася вишуканістю, аристократизмом форм, барвистістю стилю. Перші поети нової доби прагнули простоти форми і глибини поетичної думки. Вони висловлювали не тільки свої приховані почуття, а й світогляд людини, що усвідомила свою цінність і єдність із природою.
Біля витоків танської поезії стояли такі видатні майстри, як Ван Бо, Лу Чжао-лінь, Чень Цзі-ан, Мен Хао-жань, Гао Ши та інші. Кожен із цих різних поетів так чи інакше передував творчості своїх геніальних сучасників — Лі Бо та Ду Фу. Також ця епоха відзначилась найбільшою кількістю поетес, найвідомішими є Юй Сюаньчжи, Сюе Тао, Цзян Цай-пін.

### Жанри поезії
У китайській поезії доби Середньовіччя розвивалися два основні жанри — ши і ци. Ши — вірші з дворядковою строфою, де кожен рядок складається з чотирьох, п'яти або семи слів із цезурою (паузою) після другого знаку в рядку з чотирьох або п'яти слів і після четвертого — в рядку із семи слів. Лірична форма ши проіснувала досить довго, вона не відкинута й сучасними китайськими поетами.
Ци, на відміну від ши, складаються з нерівних рядків. Вірші у формі ци створювалися на певну мелодію, тому музикальність є характерною ознакою цих творів. Ци з'явились у 8 столітті. Спочатку їхня тематика була пов'язана із суто особистими переживаннями поетів, але згодом митці опанували й інші теми, значно розширивши коло сюжетів і мотивів.

### Теми поезії
Дослідники виділяють кілька характерних для танської поезії тем: природа і поет, втеча від світу, стосунки з друзями, чужина, юність і старість, тлінність буття, минуще і вічне тощо. Однак дуже рідко можна знайти вірш, у якому одна з тем зустрічалася б у чистому вигляді. Твори танського періоду являють собою єдиний тематичний комплекс.
Своєрідність китайської культури танського періоду полягає ще і в тому, що поезія, живопис і каліграфія не мали звичних меж: незалежно від їх специфічності ці три види мистецтва мали ієрогліфічне вираження.